# Operazione Varsity
L'operazione Varsity fu un'operazione congiunta britannico-statunitense di truppe aviotrasportate che avvenne nel marzo 1945, attorno al termine della seconda guerra mondiale. Venne pianificata per aiutare il 21º gruppo d'armate britannico nella messa in sicurezza di un presidio attraverso il fiume Reno nella Germania occidentale tramite lo sbarco di due divisioni aviotrasportate nella riva orientale del fiume nei pressi delle città di Hamminkeln e Wesel. L'operazione prese il via nella mattina del 24 marzo 1945 come parte dell'operazione Plunder, intrapresa dal 21º gruppo d'armate al comando del Field Marshal Bernard Montgomery per attraversare il fiume e da lì entrare nella Germania settentrionale. L'operazione comprese due divisioni aviotrasportate che facevano parte del XVIII Corpo aviotrasportato statunitense: la 6ª Divisione Aviotrasportata britannica e la 17ª Divisione aviotrasportata statunitense.
L'operazione prevedeva che le due divisioni venissero lanciate con i paracadute e gli alianti dietro le linee tedesche nei pressi di Wesel, con l'obiettivo primario di prendere il controllo del territorio e di distruggere le difese nemiche per aiutare l'avanzata delle forze terrestri alleate. La 6ª divisione aveva il compito di catturare le città di Schnappenberg e Hamminkeln, oltre a ripulire parte della foresta di Diersfordter Wald dalle forze nemiche e mettere in sicurezza tre ponti sul fiume Ijssel. La 17ª divisione aveva invece l'obiettivo di catturare la città di Diersfordt, ed occuparsi del resto della foresta. Le due divisioni avrebbero quindi mantenuto il controllo del territorio catturato fino all'arrivo delle unità del 21º gruppo d'armate, con le quali si sarebbero unite nell'avanzata nella Germania settentrionale.
Furono compiuti diversi errori durante l'operazione, in particolare quando i paracadutisti del 513º reggimento fanteria paracadutisti, della 17ª divisione, sbagliarono il punto di atterraggio, giungendo su una zona degli inglesi, a causa di un errore dei piloti. Tuttavia, l'operazione fu in generale un successo: entrambe le divisioni catturarono diversi ponti sul Reno e misero in sicurezza diverse città che avrebbero potuto essere impiegate dal nemico per ritardare l'avanzata delle forze terrestri britanniche. Le due divisioni subirono più di 2 000 perdite, ma catturarono circa 3 000 soldati tedeschi. Questa fu l'ultima operazione aviotrasportata in grande scala della guerra e la più grande nella storia dopo Market Garden.

## Prologo

Disposizione degli Alleati nell'Europa occidentale nel marzo 1945

Nel marzo 1945, le armate Alleate erano avanzate in Germania e avevano raggiunto il fiume Reno. Esso rappresentava un formidabile ostacolo naturale all'avanzata alleata, ma se superato avrebbe permesso di accedere al bassopiano Germanico ed infine avanzare su Berlino e nelle altre maggiori città della regione settentrionale. Seguendo la strategia dell'"avvicinamento a fronte esteso", voluto dal generale d'armata Dwight D. Eisenhower, il comandante supremo delle forze di spedizione alleate, venne deciso di tentare l'attraversamento del Reno in varie aree. Il maresciallo Bernard Montgomery, al comando del 21º gruppo d'armate britannico, ideò un piano per permettere l'attraversamento delle forze al suo comando, chiamato operazione Plunder, che venne successivamente autorizzata da Eisenhower. L'operazione prevedeva l'impiego della 2ª armata britannica, al comando del generale Sir Miles Dempsey e della 9ª armata statunitense, al comando del generale William Simpson per compiere un attraversamento del fiume nei pressi di Rees, di Wesel e in una zona a sud del canale Lippe.
Per assicurare la riuscita dell'operazione, Montgomery insistette nell'inserimento di una componente aviotrasportata nell'operazione per supportare gli assalti con mezzi anfibi. Questa parte dell'operazione venne chiamata "operazione Varsity". Inizialmente vennero scelte tre divisioni aviotrasportate: la 6ª Divisione Aviotrasportata britannica, la 13ª Divisione aviotrasportata statunitense e la 17ª Divisione aviotrasportata statunitense, assegnate al XVIII Corpo aviotrasportato statunitense. La 6ª divisione britannica era composta da veterani della guerra, che avevano partecipato all'operazione Overlord e all'assalto in Normandia. Tuttavia, la 17ª divisione venne attivata solo nell'aprile 1943, e giunse nel Regno Unito nell'agosto 1944, troppo tardi per partecipare all'operazione Overlord. La divisione inoltre non aveva partecipato all'operazione Market Garden, e l'unica azione in cui era stata impiegata era nella Battaglia del Belgio; quindi era una formazione con poca esperienza che non aveva preso parte a lanci in combattimento. La 13ª divisione era stata attivata nell'agosto 1943 ed era stata inviata in Francia nel 1945, ma non era stata impiegata in azione, anche se uno dei suoi reggimenti, il 517º reggimento fanteria paracadutisti aveva partecipato ad operazioni in Italia, nel sud della Francia e nelle Ardenne.

### Preparazione degli Alleati
L'operazione Varsity era stata pianificata con queste tre divisioni, che avrebbero dovuto essere lanciate oltre le linee tedesche per supportare il 21º gruppo d'armate mentre compiva l'assalto con i mezzi anfibi per superare il Reno. Tuttavia, durante le prime fasi di pianificazione, divenne chiaro che la 13ª divisione non sarebbe stata in grado di partecipare all'operazione, poiché erano a disposizione aerei da trasporto solo per due divisioni. I piani vennero quindi modificati per impiegare le due divisioni restanti, la 6ª britannica e la 17ª statunitense. Esse avevano il compito di atterrare nei pressi di Wesel e attaccare le difese nemiche per aiutare l'avanzamento della seconda armata attraverso Wesel.
«Rompere le difese ostili del RENO nel settore WESEL tramite l'occupazione dei territori chiave tramite attacco dal cielo, per  [...] facilitare le altre operazioni offensive della SECONDA ARMATA»
Per raggiungere lo scopo, entrambe le divisioni sarebbero state lanciate nei pressi della città di Hamminkeln, con vari obiettivi. Essi comprendevano l'occupazione della foresta di Diersfordter Wald, che sovrastava il fiume e nella quale passava una strada che collegava assieme diverse città, la cattura di diversi ponti sopra un corso d'acqua più piccolo, il fiume Ijssel. Infine la cattura della città di Hamminkeln. Quando avrebbero raggiunto questi obiettivi, le truppe avrebbero dovuto consolidare le loro posizioni e attendere l'arrivo delle forze di terra, difendendo il territorio conquistato contro le forze tedesche nella zona.
L'operazione è stata la più grande operazione aviotrasportata condotta durante il conflitto, dopo Market Garden che vide l'impiego di 3 divisioni aviotrasportate più la brigata paracadutisti polacca ed elementi delle Forze speciali (SAS e Jadbourgh); inoltre, era controcorrente rispetto alle precedenti strategie, che prevedevano lo sbarco delle truppe aviotrasportate dopo gli sbarchi con i mezzi anfibi, per minimizzare i rischi dopo le esperienze nell'operazione Market Garden. A differenza di quest'ultima, i paracadutisti sarebbero stati lanciati a una distanza relativamente breve oltre le linee nemiche, assicurando in questo modo che le forze terrestri avrebbero potuto raggiungere in breve tempo. In questo modo si riduceva il rischio di ripetere il disastro che accadde alla 1ª Divisione aviotrasportata britannica, che venne isolata e annientata dalla fanteria e dai blindati tedeschi ad Arnhem. Il comandante della 1ª armata aviotrasportata alleata, il generale Lewis Brereton stabilì inoltre che le due divisioni sarebbero state paracadutate simultaneamente in un singolo "salto", invece di essere lanciate con un intervallo di diverse ore. Esso infatti fu un problema durante l'operazione Market Garden. I lanci di rifornimenti per le truppe sarebbero stati disponibili nel minor tempo possibile, per assicurare un equipaggiamento sufficiente mentre le truppe erano impegnate in combattimento.

### Preparazione dell'Asse
In quel periodo del conflitto, il numero di divisioni tedesche nel Fronte Occidentale era in rapida diminuzione, sia in numero che in qualità. Nella notte del 23 marzo, Montgomery aveva a disposizione l'equivalente di oltre 30 divisioni, mentre la Germania poteva contare su circa 10 divisioni, indebolite dai combattimenti continui. La migliore formazione tedesca che avrebbe affrontato le truppe alleate era la 1ª armata paracadutisti, anch'essa tuttavia indebolita dalle perdite subite nei combattimenti precedenti, in particolare a febbraio nella foresta di Reichswald. La prima armata paracadutisti era presente con tre formazioni nei pressi del fiume: il 2º corpo paracadutisti a nord, l'86º corpo al centro e il 63° a sud. La 2ª e l'86ª divisione erano situate in un'area che confinava con entrambe le zone di atterraggio delle divisioni alleate. Per questo motivo, avrebbero affrontato l'assalto dal cielo. Entrambe, dopo esserci ritirate sul Reno, erano a corto di effettivi, con non più di 4 000 unità ciascuna, e la 84ª divisione fanteria era supportata solo da una cinquantina di pezzi di artiglieria media.
La 7ª divisione che formava la prima armata paracadutisti era a corto di uomini e munizioni, e anche se le fattorie e i villaggi erano preparati per la difesa, erano a disposizione solo poche riserve. I difensori quindi non potevano concentrare le forze contro la testa di ponte alleata quando sarebbe iniziato l'assalto. Le riserve erano costituite da 150 veicoli corazzati al comando della 1ª armata, e la maggioranza di esse apparteneva al XLVII Corpo Panzer. L'intelligence alleata riteneva che delle due divisioni che formavano il XLVII Corpo Panzer, la 116ª divisione Panzer possedeva circa 70 carri armati e la 15ª divisione Panzergrenadier aveva a disposizione 15 carri armati e tra i 20 e i 30 cannoni d'assalto. L'intelligence inoltre indicava che era possibile la presenza di un battaglione anticarro nell'area. I tedeschi possedevano un grande numero di armi antiaeree: il 17 marzo l'intelligence stimava che le forze nemiche erano in possesso di 153 cannoni leggeri e 103 cannoni pesanti antiaeree, mentre una settimana dopo le stime vennero modificate in 712 cannoni leggeri e 114 cannoni pesanti. La situazione dei difensori tedeschi e la loro abilità di contrastare un assalto venne limitata da un attacco aereo a larga scala una settimana prima dell'inizio dell'operazione. L'attacco aereo impiegò più di 10 000 velivoli e si concentrò principalmente sui campi di volo della Luftwaffe e sul sistema di trasporti.
I soldati tedeschi erano anche ostacolati dalla carenza di informazioni affidabili di intelligence, come il punto dove sarebbe stato lanciato l'attacco. Anche se le forze tedesche lungo il Reno erano state allertate di un possibile attacco dal cielo, la certezza giunse solo quando i Royal Engineers (genieri) britannici installarono generatori di fumo nei pressi di Emmerich e crearono una cortina fumogena di 60 miglia (97 km).

## Battaglia

Mappa delle zone di atterraggio pianificate

L'operazione Plunder iniziò alle 21:00 del 23 marzo e per le prime ore della mattina successiva le unità terrestri avevano messo in sicurezza diversi attraversamenti nella riva orientale del Reno. Nelle prime ore del 24 marzo, gli aerei che trasportavano le due divisioni costituenti l'operazione Varsity iniziarono a decollare dalle basi aeree in Inghilterra e in Francia. Dopo un rendezvous sopra Bruxelles, virarono verso nordest per raggiungere le zone di lancio nei pressi del Reno. Il lancio venne effettuato tramite 541 aerei da trasporto contenenti truppe paracadutiste e 1 350 alianti. La 17ª divisione era composta da 9 387 soldati, trasportati da 836 C-47, 72 C-46 e 900 alianti Waco CG-4A. La 6ª divisione contava 7 220 unità, trasportate tramite 42 C-54, 752 C-47 e 420 alianti.
Questa armata immensa si distendeva nel cielo per più di 200 miglia (322 km) e il passaggio sui punti di atterraggio richiese 2 ore e 37 minuti. La sua protezione era affidata a 2 153 aerei da combattimento della 9ª forza aerea statunitense e dalla Royal Air Force. Alle 10:00 del 24 marzo, le truppe statunitensi e britanniche iniziarono ad atterrare sul suolo tedesco, circa 13 ore dopo l'inizio dell'assalto terrestre alleati.

### 6ª Divisione aviotrasportata britannica
La prima unità aviotrasportata britannica ad atterrare fu la 13ª brigata paracadutisti comandata dal brigadiere James Hill. La formazione giunse circa 9 minuti prima del previsto, ma sbarcò correttamente nella zona di atterraggio A, affrontando una resistenza costituita da armi antiaeree da 20 mm e da piccole armi da fuoco. La brigata subì diverse perdite nell'ingaggio delle forze tedesche nella foresta di Diersfordter Wald, ma alle 11:00 la zona di atterraggio era quasi completamente messa in sicurezza. La città di Schnappenberg venne catturata dal 9º battaglione assieme al 1º battaglione paracadutisti canadese, che aveva perso il suo ufficiale in comando pochi istanti dopo l'atterraggio. Nonostante le perdite, la brigata liberò la zona dalle forze ostili e alle 13:45 Hill comunicò che erano stati raggiunti tutti gli obiettivi.
La successiva unità aviotrasportata britannica ad atterrare fu la 5ª brigata paracadutisti, comandata dal brigadiere Nigel Poett.. Essa atterrò nel punto di atterraggio B, anche non precisamente a causa della scarsa visibilità presente nell'area, che rese inoltre difficile alle unità il raduno. Il punto di atterraggio venne colpito da fuoco pesante da truppe tedesche che presidiavano la zona, costituito anche da fuoco d'artiglieria e di mortai. Il 7º battaglione tuttavia riuscì a mettere in sicurezza il punto di atterraggio dalle truppe tedesche, che spesso erano posizionate in fattorie e case. Il 12º e il 13º battaglione raggiunsero il resto degli obiettivi. La brigata ricevette ordini di spostarsi ad est e liberare l'area nei pressi di Schnappenberg, contrastando le forze nemiche che si erano radunate ad ovest di un casale scelto come quartier generale della 6ª divisione. Alle 15:30 Poett comunicò che la brigata aveva raggiunto tutti gli obiettivi e si era ricongiunta con le altre unità aviotrasportate.
La terza unità che formava la 6ª divisione era la 6ª brigata, al comando del brigadiere R. H. Bellamy.. Essa aveva il compito di atterrare in piccoli gruppi, costituiti da singole compagnie e catturare vari obiettivi, tra cui la città di Hamminkeln. Gli alianti usati per il trasporto della brigata atterrarono nei punti P, O, U ed R sotto un consistente fuoco antiaereo nemico. L'atterraggio venne reso ancora più difficile dal fumo e dalla foschia. Molti piloti di alianti non furono in grado di identificare le zone di atterraggio e persero la direzione, giungendo in zone sbagliate o schiantandosi. Tuttavia, la maggior parte degli alianti riuscirono a giungere nel punto previsto, permettendo ai battaglioni della brigata di catturare tre ponti intatti sul fiume Ijssel e occupare la città di Hamminkeln con l'aiuto del 513º reggimento fanteria paracadutista, che era stato per errore lanciato nei pressi della città. La brigata mise in sicurezza tutti gli obiettivi previsti poco dopo la cattura di Hamminkeln.

### 17ª Divisione aviotrasportata statunitense
Il 507º reggimento fanteria paracadutisti, al comando del colonnello Edson Raff, era la formazione di testa della divisione e fu quindi la prima ad atterrare. L'intero reggimento avrebbe dovuto giungere nella zona W, una radura a 2 miglia (3 km) nord di Wesel; tuttavia, un'eccessiva foschia confuse i piloti dell'aereo da trasporto e il reggimento si lanciò in due gruppi separati. Il colonnello Raff e circa 690 paracadutisti atterrarono a nordovest della zona prevista nei pressi della città di Diersfordt, mentre il resto del reggimento giunse correttamente nella zona W. Il colonnello raggruppò i suoi uomini e li guidò nella zona W, ingaggiando una batteria di artiglieria nemica durante il percorso, uccidendo o catturando i soldati nemici prima di riunirsi con il resto del reggimento. Per le 14:00, il 507° aveva messo in sicurezza tutti gli obiettivi e aveva liberato la zona attorno a Diersfordt, dopo aver ingaggiato numerose truppe nemiche e distrutto un carro armato. Per le azioni durante i primi atterraggi il reggimento venne insignita della Medal of Honor, in particolare il soldato George J. Peters ricevette l'onorificenza postuma dopo aver attaccato ed eliminato un nido di mitragliatrici con fucile e granate, permettendo ai suoi compagni di recuperare l'equipaggiamento e catturare il primo obiettivo.

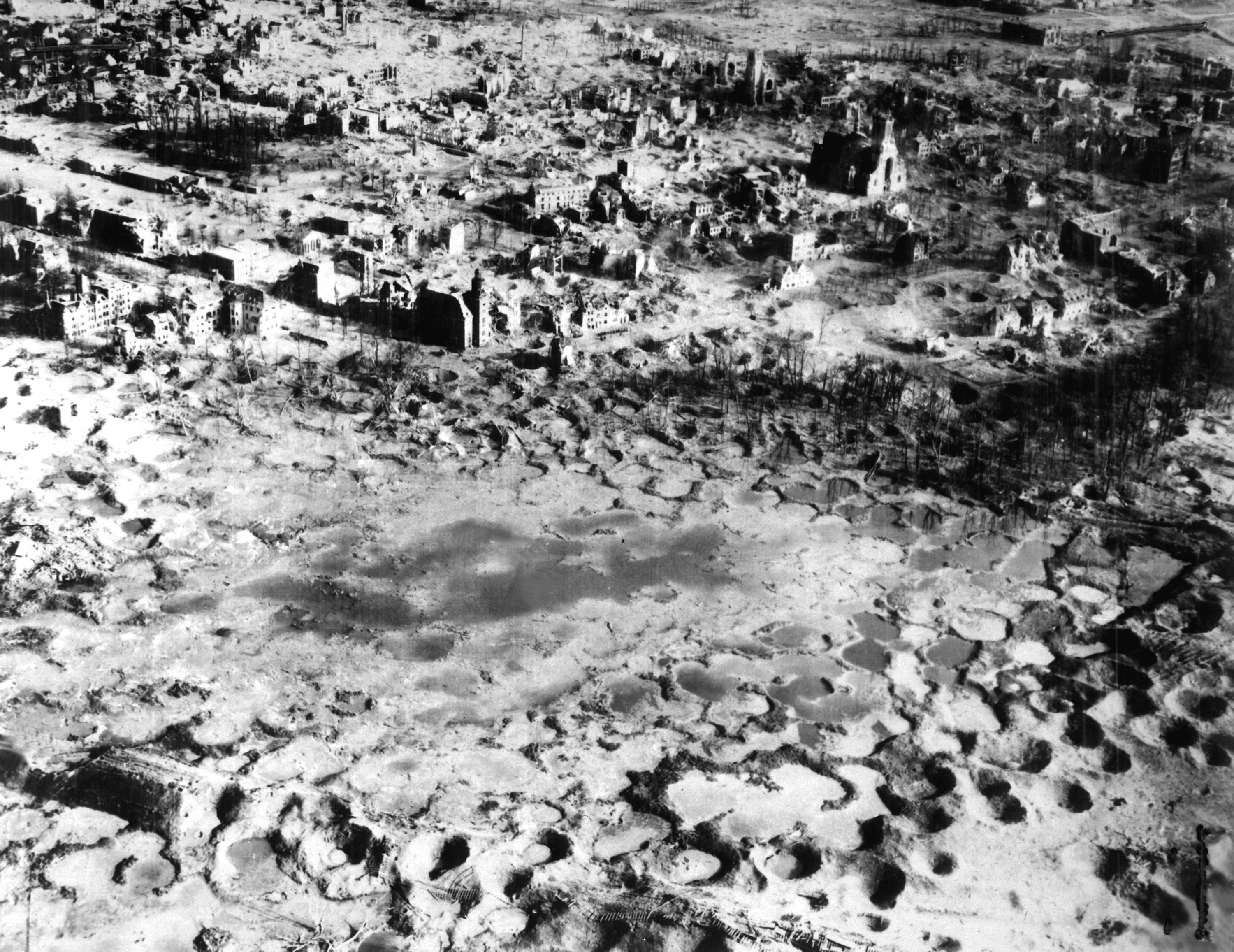
Le rovine della città di Wesel dopo i bombardamenti alleati

La seconda unità statunitense a giungere sul posto dopo il 507° fu il 513º reggimento fanteria paracadutisti, al comando del colonnello James Coutts. In rotta verso la zona di lancio, gli aerei da trasporto ebbero la sfortuna di passare sopra una fascia di armi antiaeree tedesche e persero 22 aerei C-46 da trasporto. Come successe al 507°, anche i piloti degli aerei che trasportavano il 513°, furono indotti all'errore a causa della foschia presente a terra, e fecero lanciare le truppe su un punto di atterraggio errato. Infatti mancarono la loro zona di atterraggio (con il codice DZ X - DZ è l'acronimo per Drop Zone, in inglese Zona di Lancio), e giunsero nella zona di lancio che era stata assegnata alla 6ª brigata britannica. I paracadutisti riuscirono a radunarsi e aiutarono i britannici, che erano giunti tramite alianti contemporaneamente, ad eliminare diverse batterie di artiglierie tedesche che coprivano l'area. Una volta liberata la zona, le truppe anglo-statunitensi attaccarono Hamminkeln e la resero sicura. Per le 14:00, il colonnello Coutts comunicò ai quartier generali della divisione che il 513° aveva raggiunto tutti gli obiettivi, distruggendo anche due carri armati e annientando due interi reggimenti di artiglieria durante l'attacco.
Durante il tentativo di mettere in sicurezza gli obiettivi, il soldato di prima classe Stuart S. Stryker guidò una carica contro un nido di mitragliatrici tedesco, in modo da creare un diversivo e permettere agli altri compagni di catturare la posizione dove era presente la mitragliatrice. Stryker venne insignito, in modo postumo, della Medal of Honor. Questa decorazione venne conferita anche a tutta la divisione.
La terza componente della 17ª divisione era il 194º reggimento fanteria, al comando del colonnello James Pierce. Il reggimento atterrò con precisione nella zona S, ma gli alianti e gli aerei utilizzati subirono forti perdite a causa delle armi antiaeree: vennero persi 12 aerei C-47 e altri 140 furono danneggiati. Il reggimento giunse nel mezzo di un gruppo di batterie di artiglieria che stavano colpendo le forze terrestri alleate, e per questo molti alianti vennero attaccati da pezzi d'artiglieria che avevano i cannoni abbassati per colpire direttamente. Queste postazioni furono neutralizzate dalle truppe e il reggimento riuscì in breve tempo a completare gli obiettivi. Venne riferita la distruzione di 42 pezzi d'artiglieria, 10 carri armati, 2 semoventi antiaereo e 5 cannoni semoventi.

## Epilogo

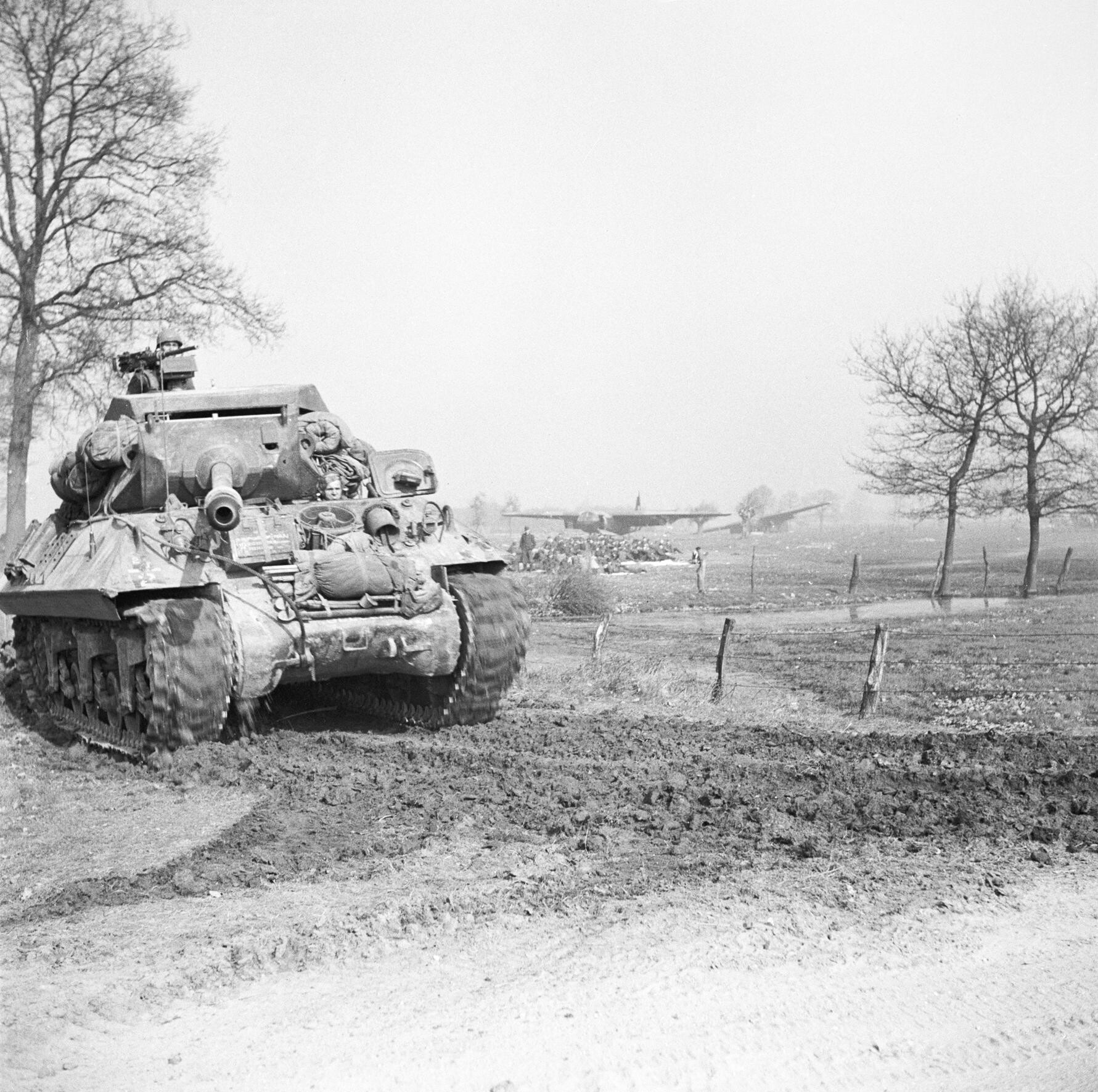
Un cacciacarri semovente Achilles britannico sulla riva orientale del Reno si sposta per raggiungere le forze aviotrasportate, i cui alianti abbandonati possono essere visti sullo sfondo

Varsity fu un'operazione aviotrasportata di grande scala di successo. Tutti gli obiettivi delle truppe vennero raggiunti, generalmente entro poche ore dall'inizio dell'operazione. I ponti sul fiume Ijssel vennero catturati, anche se uno di essi dovette essere successivamente distrutto per evitare il contrattacco tedesco. La foresta di Diersfordter venne ripulita dalle truppe tedesche e le strade che la attraversavano, con le quali la Germania avrebbe potuto inviare rinforzi, vennero messe in sicurezza.
Infine la città di Hamminkeln che dominava la regione e utilizzata per avanzare venne occupata dalle truppe. Nella notte del 24 marzo, la 15ª divisione si unì con gli elementi della 6ª e a mezzanotte venne compiuto il primo attraversamento del Reno. Per il 27 erano stati installati 12 ponti per i veicoli corazzati pesanti e 14 divisioni alleate erano penetrate per 10 miglia (16 km). Secondo il generale maggiore Fiebig, ufficiale al comando di una delle formazioni difensive tedesche (la 84ª divisione), le forze della Germania vennero colte di sorpresa dalla velocità con la quale le due divisioni aviotrasportate erano sbarcate. La loro apparizione improvvisa ebbe un "effetto devastante" sui soldati posti a difesa della zona, che erano in superiorità numerica. Durante il suo interrogatorio, Fiebig rivelò che la sua divisione era fortemente indebolita e contava circa 4 000 soldati. La 17ª divisione venne decorata con la sua quarta Medal of Honor nei giorni successivi all'operazione, quando il sergente Clinton M. Hedrick del 184º reggimento fanteria ricevette l'onorificenza postuma dopo aver contribuito alla presa del castello di Lembeck, che era stato trasformato in una postazione fortificata tedesca.

### Perdite
Le perdite subite da entrambe le formazioni aviotrasportate furono piuttosto pesanti, anche se minori del previsto. Nella notte del 24 marzo, la 6ª divisione contava 1 400 morti, feriti o dispersi in azione su un totale di 7 200 unità sbarcate. La divisione affermò di aver catturato circa 1 500 prigionieri di guerra. La 17ª divisione subì un tasso di perdite simile, riferendo circa 1 300 morti su 9 650 soldati totali. Essa comunicò di aver catturato circa 2 000 prigionieri. I prigionieri tedeschi furono in totale circa 3 500. Tra il 24 e il 29 marzo, la 17ª divisione subì 1 346 perdite. Anche le forze aeree subirono diversi danni: vennero persi circa 56 aerei: 21 aerei su 144 che trasportavano la 17ª divisione vennero abbattuti e 59 furono danneggiati dal fuoco antiaereo, mentre 16 bombardieri dall'8ª Air Force (l'equivalente di una squadra aerea) statunitense vennero abbattuti mentre sganciavano i rifornimenti.

## Elogi all'operazione
Osservatori e storici contemporanei generalmente concordano nel riconoscere il successo dell'operazione. Eisenhower la definì come "l'operazione aviotrasportata di maggior successo fino a quel momento", e un osservatore scrisse che essa aveva mostrato "il più alto grado di sviluppo delle unità aviotrasportate e del trasporto di truppe". Nel riassunto ufficiale dell'operazione, il maggiore generale Ridgway scrisse che non ci furono problemi, e che le due divisioni impiegate distrussero difese nemiche che avrebbero altrimenti richiesto giorni di combattimento, assicurando che l'operazione aveva avuto esito positivo.
Vari storici contemporanei elogiarono le operazioni e i miglioramenti compiuti. G. G. Norton osservò che furono colti gli insegnamenti che erano stati appresi nelle operazioni precedenti, e anche Brian Jewell fu concorde, affermando che la lezione dell'operazione Market Garden era servita, poiché le forze aviotrasportate erano state concentrate e lanciate velocemente, fornendo ai difensori poco tempo per organizzarsi. Norton inoltre fece notare che erano stati fatti miglioramenti per il supporto delle truppe, poiché erano stati impiegati un grande numero di pezzi d'artiglieria per coprire gli atterraggi e aumentando la capacità di fuoco e la flessibilità. Egli sottolineò lo sviluppo di una nuova tecnica che permise ad intere brigate di atterrare in gruppi tattici, in modo da migliorare la flessibilità.
L'atterraggio delle forze dopo l'avvio dell'attacco di quelle terrestri sul Reno permise di garantire che le truppe aviotrasportate non avrebbero dovuto combattere a lungo prima di essere recuperate. Questa strategia costituì un grande miglioramento rispetto all'operazione Market Garden.

## Critiche all'operazione
Nonostante i riconoscimenti e gli elogi ufficiali sull'esito dell'operazione, vennero avanzate diverse critiche all'operazione. Molti storici militari criticarono l'effettiva necessità dell'operazione: in particolare Barry Gregory affermò che «l'operazione 'Varsity' non fu assolutamente necessaria ...», e James A. Huston fece notare che «... è possibile che, se le stesse risorse fossero state impiegate a terra, l'avanzata a est sarebbe stata ancora più veloce».

### Carenza di velivoli
La mancanza di un numero sufficiente di aerei da trasporto perseguitò ogni operazione condotta dagli alleati. Nella pianificazione originaria doveva prendere parte all'operazione anche la 13ª divisione, tuttavia la carenza di velivoli causò la sua esclusione dal piano. Quindi gli alleati dovettero rinunciare a circa un terzo delle truppe pianificate, indebolendo la potenza di fuoco delle formazioni utilizzate. Le truppe restanti furono in grado di sovrastare la resistenza, ma la presenza della 13ª divisione poteva essere cruciale se le forze tedesche fossero state in numero maggiore.

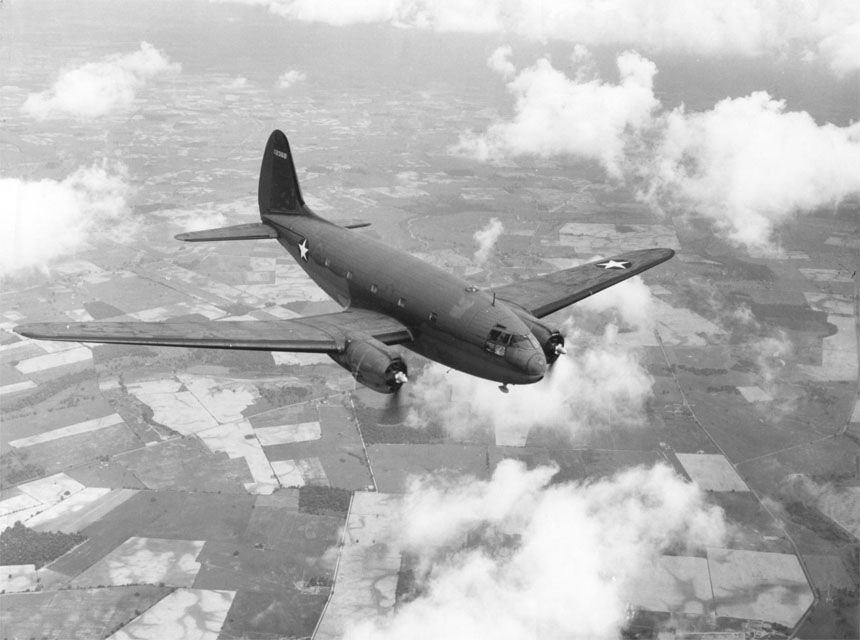
Un Curtiss C-46 Commando in volo

Alcuni storici commentarono questo problema, che non fu il solo riguardante il trasporto dei soldati. Molti trasporti erano infatti instabili e poco affidabili. Peter Harclerode rimarcò che il C-46, che era stato impiegato da poco, aveva le ali mal posizionate; se veniva colpito, avrebbe potuto perdere carburante con il pericolo di incendio. Il progetto del C-46 ebbe conseguenze disastrose: dei 72 esemplari che trasportarono il 513º reggimento, 57 vennero colpiti e 19 si incendiarono.

### Alto tasso di perdite
Un'altra debolezza di Varsity, rilevata dagli storici, fu l'alto tasso di perdite tra i soldati, causata dall'avvio dell'operazione alla piena luce del giorno. Gli atterraggi furono effettuati di giorno per ridurre la dispersione delle truppe e aumentare le possibilità di successo. Tuttavia gli alianti, senza la copertura della notte, furono particolarmente vulnerabili al fuoco delle armi antiaeree. Il costo pagato dai benefici della scelta di un lancio diurno è particolarmente sottolineato dai resoconti ufficiali della divisione britannica, dove si afferma che dei 416 alianti impiegati, solo 88 rimasero illesi dal fuoco nemico, e tra il 20 e il 30% dei piloti di alianti vennero uccisi. Altri storici affermarono che l'uso degli alianti durante il giorno fu una vera e propria calamità, poiché nel 194º reggimento fanteria due terzi di essi furono colpiti dal nemico e subirono gravi perdite. Il conto delle perdite venne aggravato dalla discesa lenta che è caratteristica di questi mezzi: il periodo impiegato da un aliante era infatti dalle 3 alle 4 volte più lungo rispetto ad un atterraggio con un paracadute .

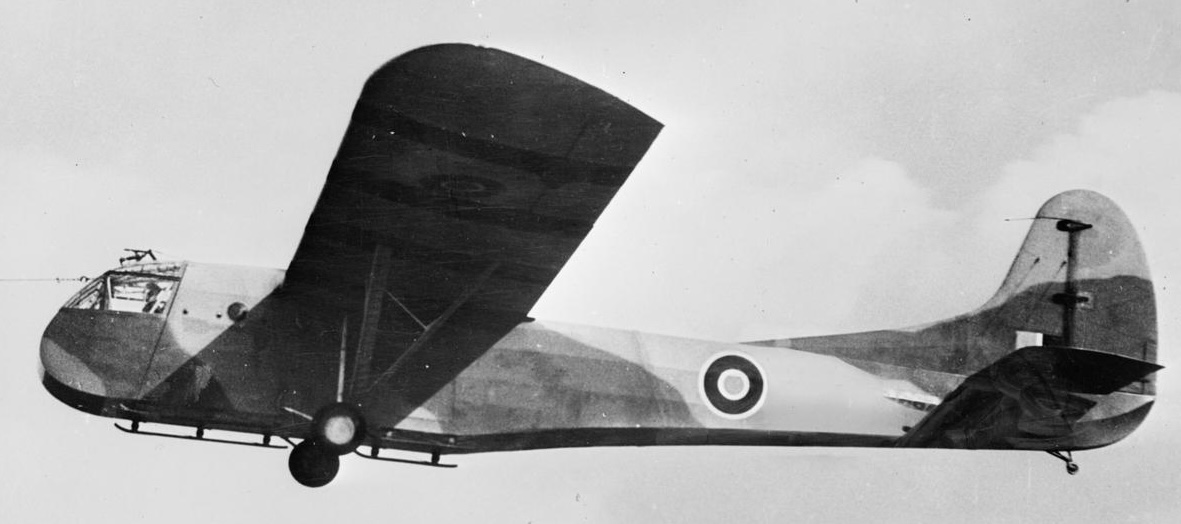
Un aliante Waco CG-4 Hadrian degli Army Air Corps britannici.

Il tenente colonnello Otway, che scrisse la storia ufficiale delle forze britanniche durante la seconda guerra mondiale, affermò che l'operazione Varsity portò alla luce le vulnerabilità delle truppe trasportate dagli alianti. Mentre esse potevano arrivare in sub-unità complete e in grado di spostarsi più velocemente rispetto a quelle paracadutate, gli alianti costituivano dei bersagli facili per le armi antiaeree e per le armi di piccolo calibro dopo l'atterraggio. Otway concluse che nelle operazioni future le truppe paracadutate avrebbero dovuto mettere in sicurezza le zone di atterraggio prima dell'arrivo degli alianti. Nonostante la luce del giorno migliorò l'accuratezza delle zone di atterraggio dei soldati, il numero di perdite risultò molto più alto. L'operazione venne ostacolata anche dagli errori dei piloti, considerando che non era una missione notturna, anche se essi fornirono un servizio migliore rispetto alle operazioni in Sicilia e in Normandia.